# Hermann Bondi
Hermann Bondi KCB FRS (Viena, 1 de novembro de 1919 — Cambridge, 10 de setembro de 2005) foi um matemático e cosmologista austro-britânico. Conhecido por ter desenvolvido com Fred Hoyle e Thomas Gold a teoria do universo estacionário, uma alternativa à teoria do Big Bang hoje abandonada. Bondi também contribuiu para a Relatividade Geral. e foi o primeiro a analisar a interação inercial e gravitacional e da massa negativa e o primeiro a explicar corretamente a natureza das ondas gravitacionais. Bondi tornou-se cidadão britânico em 1946, e em 1983 recebeu a medalha Albert Einstein. Em sua autobiografia de 1990, Bondi considerou o trabalho de 1962 sobre ondas gravitacionais como seu "melhor trabalho científico".

## Carreira
Bondi lecionou matemática na Universidade de Cambridge de 1945 a 1954. Foi bolsista da Trinity de 1943 a 1949 e de 1952 a 1954.
Em 1948, Bondi, Hoyle e Gold formularam a teoria do estado estacionário, que afirma que o universo está em constante expansão, mas a matéria é constantemente criada para formar novas estrelas e galáxias para manter uma densidade média constante. A teoria do estado estacionário foi eclipsada pela teoria rival do Big Bang com a descoberta da radiação cósmica de fundo em microondas.
Bondi foi um dos primeiros a avaliar corretamente a natureza da radiação gravitacional, introduzindo as coordenadas de radiação de Bondi, o Bondi k -calculus, as noções de Bondi mass e Bondi news, e escrevendo artigos de revisão. Ele popularizou o argumento do sticky bead que se dizia ser originalmente devido, anonimamente, a Richard Feynman, pela afirmação de que a radiação gravitacional fisicamente significativa é de fato prevista pela relatividade geral, uma afirmação que foi controversa até cerca de 1955. Um artigo de 1947 reviveu o interesse na métrica Lemaître-Tolman, uma solução de poeira não homogênea, esfericamente simétrica (frequentemente chamado de LTB ou métrica Lemaître – Tolman – Bondi). Bondi também contribuiu para a teoria de acreção de matéria de uma nuvem de gás para uma estrela ou buraco negro, trabalhando com Raymond Lyttleton e dando seu nome a "acreção de Bondi" e "raio de Bondi".
Ele se tornou professor no King's College London em 1954, e recebeu o título de Professor Emérito em 1985. Ele foi secretário da Royal Astronomical Society de 1956 a 1964.

## Outros trabalhos
Bondi também era ativo fora dos limites das palestras e pesquisas acadêmicas. Ele ocupou muitos cargos no Reino Unido:
- Diretor-Geral da Organização Europeia de Pesquisa Espacial (ESRO) (1967–1971) (que mais tarde se tornou a Agência Espacial Europeia, ESA)
- Conselheiro Científico Chefe do Ministério da Defesa (1971–1977)
- Conselheiro Científico Chefe do Departamento de Energia (1977–1980)
- Presidente do Conselho de Pesquisa do Ambiente Natural (NERC) (1980–1984)
- Presidente da Sociedade de Pesquisa em Educação Superior (1981–1997)
- Presidente da Hydrographic Society (1985–1987)
- Mestre do Churchill College, Cambridge (1983–1990).

Ele se tornou um membro da Royal Society em 1959. Ele fez uma série de programas de televisão chamados E = mc2 para a BBC em 1963. Ele foi nomeado Cavaleiro Comandante de Bath em 1973. Ele foi premiado com a Einstein Society Medalha de Ouro em 1983, a Medalha de Ouro do Instituto de Matemática e suas Aplicações em 1988, o Prêmio Internacional GD Birla para Humanismo e a Medalha de Ouro da Royal Astronomical Society em 2001. Ele foi premiado com um Grau Honorário (Doutor of Science) pela University of Bath em 1974.
Seu relatório sobre a enchente de Londres em 1953 acabou levando à construção da Barreira do Tamisa. Ele também apoiou a proposta de uma Barragem Severn para gerar eletricidade, mas o projeto não foi levado adiante.
Seus papéis de 1940 a 2000 estão arquivados em 109 caixas de arquivo pelo Projeto Janus.

## Vida pessoal
Seus pais eram judeus, mas ele nunca "sentiu necessidade de religião" e foi um humanista ao longo da vida. Ele foi presidente da British Humanist Association de 1982 a 1999 e presidente da Rationalist Press Association de 1982. Ele foi um dos signatários do Manifesto Humanista.
Ele se casou com Christine Stockman, também matemática e astrônoma, em 1947; ela fora uma das alunas de pesquisa de Hoyle e, como ele, passou a ser ativa no movimento humanista. Juntos, eles tiveram dois filhos e três filhas, uma das quais é a professora Liz Bondi, geógrafa feminista da Universidade de Edimburgo.